# Ober Prauske

180° Luftbildpanorama

Ober Prauske, obersorbisch Hornje Brusyⓘ, ist ein Ortsteil der sächsischen Gemeinde Hohendubrau im Landkreis Görlitz mit etwa 180 Einwohnern. Es zählt zum offiziellen sorbischen Siedlungsgebiet in der Oberlausitz.
Das Namenspräfix Ober dient zur Unterscheidung von der etwa 20 Kilometer nordöstlich liegenden Ortschaft Nieder Prauske.

## Geographie
Ober Prauske liegt rund fünf Kilometer nördlich der Autobahn A 4 an der Staatsstraße S 55. Umliegende Ortschaften sind die zur Gemeinde Hohendubrau gehörenden Orte Weigersdorf im Norden, Groß Radisch im Osten, Thräna und Jerchwitz im Südosten, Gebelzig im Süden sowie Groß Saubernitz und Sandförstgen im Südwesten.
An die Felder um Weigersdorf und Ober Prauske schließen sich im Osten sowie vom Süden bis zum Westen größere Wälder an. Von der nordöstlich liegenden Hohen Dubrau wird Ober Prauske durch eine Talsenke getrennt.

## Geschichte
Ober Prauske wurde als Gassendorf angelegt, das eine relativ kleine Gelänge- und Gutsblockflur hatte. Wann Ober Prauske angelegt wurde, ist unklar, zumal auch die Namensähnlichkeit und geographische Nähe zu Nieder Prauske keine eindeutige Zuordnung früher Urkunden zulassen. So ist beispielsweise bei zwei Dokumenten im Bautzener Domstiftsarchiv aus dem Jahr 1293, die uilla Bruzk und villa Bruzch nennen, unklar, auf welchen Ort sie sich beziehen. Eine gesicherte urkundliche Erwähnung fand 1419 unter dem Namen Prawsig circa Gebelczik statt.
Spätestens seit der Reformation ist Ober Prauske nach Gebelzig eingepfarrt. Im 17. Jahrhundert gehörte das Rittergut zu Gröditz in Sachsen. Es wurde 1771 abgezweigt und wechselte von da an seinen Besitzer häufiger.
Das Königreich Sachsen musste 1815 viele Landesteile an Preußen abtreten, da es in den napoleonischen Kriegen auf französischer Seite kämpfte. So kamen unter anderem die seit dem Prager Frieden zu Sachsen gehörige Niederlausitz und der nordöstliche Teil der Oberlausitz an Preußen. Infolgedessen wurde Ober Prauske dem neu gegründeten Landkreis Rothenburg (Provinz Schlesien) zugeordnet.
Um 1861 wurde in Ortsnähe Braunkohle in Kohlegruben abgebaut.
Mit der Einführung der Amtsbezirke in Preußen wurden die Landgemeinde und der Gutsbezirk Ober Prauske 1874 zusammen mit den Landgemeinden und Gutsbezirken Groß Radisch und Thräna sowie der Forst Weichasche Heide dem Amtsbezirk Groß Radisch zugeordnet. Bis 1928 wurde der Gutsbezirk gänzlich in die Gemeinde Ober Prauske eingegliedert. Der Amtsbezirk wurde 1933 mit dem Amtsbezirk Gebelzig zusammengeschlossen und 1934 neu gegründet, wobei Ober Prauske bis 1945 im Amtsbezirk Gebelzig verblieb.
Nach dem Zweiten Weltkrieg kam der schlesische Teil der Oberlausitz wieder an Sachsen. Mit der Auflösung der Länder in der DDR wurde Ober Prauske 1952 dem Kreis Niesky (Bezirk Dresden) zugeordnet. 1960 wurde eine Landwirtschaftliche Produktionsgenossenschaft gegründet.
Ober Prauske wurde zum 1. August 1973 nach Weigersdorf eingemeindet und kam mit diesem am 1. Juli 1995 in die neu gegründete Gemeinde Hohendubrau.

### Bevölkerungsentwicklung
| Jahr | Einwohner |
| ---- | --------- |
| 1825 | 102       |
| 1871 | 352       |
| 1885 | 297       |
| 1905 | 258       |
| 1925 | 266       |
| 1939 | 282       |
| 1946 | 349       |
| 1950 | 307       |
| 1964 | 256       |
| 1971 | 258       |
| 2002 | 219       |
| 2014 | 198       |

Im Jahr 1777 wirtschafteten in Ober Prauske zwei besessene Mann, drei Gärtner und fünf Häusler. Eine Wirtschaft lag wüst.
Zwischen 1825 und 1871 stieg die Einwohnerzahl von 102 auf 352, fiel danach jedoch bis 1905 auf 258 zurück. Bis zum Anfang des Zweiten Weltkriegs war wieder ein langsames Bevölkerungswachstum auf 282 Einwohner zu verzeichnen. Nach dem Krieg wurden Flüchtlinge und Vertriebene aus den ehemals deutschen Ostgebieten aufgenommen, so dass die Bevölkerungszahl erneut die Marke von 350 erreichte. Innerhalb von zwanzig Jahren ging diese Zahl wieder auf Vorkriegsniveau zurück.
Ober Prauske hatte ursprünglich eine stark sorbische Bevölkerung. 1863 waren unter den 308 Einwohnern laut amtlichen Angaben 157 Sorben, 1884 hatte Arnošt Muka für seine Statistik der Sorben in der Oberlausitz sogar 201 Sorben bei 298 Einwohnern gezählt. Dies entspricht einem sorbischen Bevölkerungsanteil von 50,1 % (1863) beziehungsweise 67,4 % (1884). Der Sprachwechsel zum Deutschen vollzog sich hier überwiegend in der ersten Hälfte des 20. Jahrhunderts. So zählte Ernst Tschernik 1956 einen sorbischsprachigen Bevölkerungsanteil von nur noch 10,9 %.

### Ortsname
Der Ortsname entwickelte sich, von den unsicheren Nennungen Bruzk und Prusig abgesehen, von Prawsig (1419) über Brausk (1545), Praußcke (1658), Braußke (1791) zu Prauske (1845). Der Namenspräfix Ober wurde erst im 19. Jahrhundert zur besseren Unterscheidung von Nieder Prauske ergänzt. Bei beiden Orten leitet sich der deutsche wie auch der obersorbische Name vom altsorbischen Wort brus „Wetzstein“ ab.